# 中华佛主国
中华佛主国，亦作中华佛祖国，是指1948年至1951年期间在辽宁沈阳等地，由一贯道（一说后天道）首领白云金（又名白福庭）为首成立的一个秘密结社政权。
1951年初，于镇压反革命运动开始之际，沈阳市公安局将40名成员全部捕获，无一漏网。1951年9月，经沈阳市中级人民法院开庭判决，依据《中华人民共和国惩治反革命条例》第5、8、10、13诸条之规定，对白云金等18名首恶分子处以死刑，立即执行，对王连喜等12名骨干道首处以徒刑。“状元”王连志等9人，因属被蒙骗入伙，经教育后释放，其它外地案犯均交由各地处理。